# WikiScanner
WikiScanner – narzędzie do sprawdzania użytkowników Wikipedii, którzy wprowadzają zmiany w artykułach z komputerów firmowych. Autorem jest haker z USA, Virgil Griffith.
Dzięki oprogramowaniu okazało się, że wiele haseł wpisano do Wikipedii z komputerów znanych instytucji i firm: brytyjskiej Partii Pracy, CIA, FBI, Watykanu, Sony, Disneya.